# K-Gula
K-Gula (nume real: Costin Constantin; n. secolul al XX-lea) este un rapper român, membru al trupei K'n'Confusion.

## Date biografice
În 1996 K-Gula, (n. 1976)un rapper descoperit de Rimaru (R.A.C.L.A.), care activă în trupa L.I.R.I.C. alături de Inspectoru și Maniak Killer (ex. Klansmen), intră în trupa R.A.C.L.A. alături de care, în 2000, scoate albumele Plus infinit și Visuri în întuneric (album solo). În 2001 urmează ultima apariție în cadrul acestei trupe cu albumul Pătratul roșu, după care se decide să părăsească industria muzicală. La un an de la despărțirea de trupa R.A.C.L.A decide, după multe discuții cu oameni importanți din industria muzicală, să se dedice din nou muzicii, timp în care înregistrează alături de trupe și nume sonore din muzica românească, ca Bitza, Vitza de vie, Holograf, Cassino, CTC, Da Hood, nenumărate piese de mare succes. De asemenea a apărut și pe compilațiile Proiectul verde (scos de UrbanRecords) și Hip-Hop hits (Roton Music). 
Dj Undoo este cunoscut în sfera hip-hop românească mai ales datorită colaborărilor cu nume, ca: H8, Bitza, Simplu, Puya, Anonim, Da-Hood, Phane Buton, Nicola, dar și prin ajutorul acordat trupelor mici. 
În 2003 a început căutările pentru înființarea trupei alături de Dj Undoo. Primul pe listă a fost Jojo, la tobe, ca după un an de căutări să li se alăture și Jonny, basistul trupei, Ștefan, clape, Vali, chitară electrică. Alături de aceștia, muzica produsă de K-gula vrea să schimbe mentalitatea celor ce au impresia că Hip-Hop-ul înseamnă doar viață de cartier și înjurături. 
În 2005, la 4 ani de la reluarea activității, K-gula scoate alături de Dj Undoo albumul Schimbări, un album complex, o formație de social fussion, care întregește zona de hip-hop, îndrăznind să fie altfel.
În august 2005 a concertat pro bono (gratuit) la festivalul FânFest, Roșia Montană în cadrul campaniei „Salvați Roșia Montană”. În 2006 este nominalizat la Premiile muzicale MTV România la categoria „Cel mai bun hip-hop”, pentru piesa „Multe de recuperat” înregistrată în colaborare cu DJ Undoo.

## Discografie
2000: Plus infinit (împreună cu R.A.C.L.A.)
2000: Visuri în întuneric 
2001: Pătratul roșu (împreună cu R.A.C.L.A.) 
2003: Dreapta în univers, centru în întuneric (nelansat) 
2005: Schimbări (împreună cu (DJ Undoo)  
2012: Opunem rezistență (împreună cu Grupul de Rezistența) 

## Featuring-uri
2000: L.I.R.I.C. - Under Grant (feat. K-Gula) 
2000: Ca$ino - Artă, nu hartă (feat. 1-Q Sapro & K-Gula) 
2001: Vița de Vie - O noapte (feat. K-Gula, Ganja & DJ Slide) 
2002: Brigada Rimă Grea - Dau greu (feat. Zosteru' & K-Gula) 
2002: Armada - 6 milioane (feat. K-Gula) 
2002: Brigada Rimă Grea - Tată și fiu (remix) (feat. K-Gula) 
2004: L Doc - Numai timpul sa ne ajungă (feat. A. Speak & K-Gula) 
2004: Bitză - Tânăr cât mai târziu (feat. K-Gula) 
2005: RapArta - Trei puncte (feat. K-Gula) 
2005: CTC - București (feat. K-Gula & Nai'gh'ba) 
2005: CTC - Scandal (feat. Cedry2k & K-Gula) 
2005: Da Hood - Respectă-ți viața (feat. K-Gula) 
2005: Bitză - Pregătire fizică (feat. K-Gula & DJ Undoo)
2005: Bitză - All Star Part One (feat. Grasu XXL, K-Gula, Vlad Dobrescu & DJ Paul)
2005: Holograf - Dacă pot să zâmbesc, grijile s-au dus (feat. K-Gula)
2006: Bitză - Cu vântu-n față (feat. K-Gula)
2007: Vița de Vie - Alungă tăcerea (unreleased version) (feat. K-Gula)
2009: Cedry2k - Unu' din mulțime (feat. K-Gula & Carbon)
2010: Ad Litteram - Himeric (feat. K-Gula)
2010: B.R.G. - In lumea lor (feat. K-Gula & DJ Undoo)
2011: DJ Undoo - Cât mai stai? (feat. K-Gula) 
2012: Carbon - Bun de timpan (feat. AFO & K-Gula)
2013: Shift - Prețul corect (feat. K-Gula & DJ Undoo)

2013: Stres - Imaginează-ți (feat. K-Gula & AFO)
2013: Smokey & KREM - Garnitură de dramă (feat. Omu Gnom & K-Gula ) 
2013: Big Blunt - Uniți salvăm (feat. AFO & K-Gula) 
2016: Christu - Tot noi (feat. Subsemnatu, Bitză, K-Gula & Perry Pete) 
2018: Bitză - Toate trec (feat. K-Gula)
2020: Jungla - Monopol (feat. Nosfe & K-Gula)
2023: Bitză - Vă privim (feat. K-Gula)

## Visuri În Întuneric
"Visuri În Întuneric" este albumul de debut a lui "K-Gula" pe atunci membru in trupa "R.A.C.L.A.", albumul a fost lansat in data de 19 noiembrie 2000 prin A&A Records doar pe caseta.
| #  | Titlu                                                                         | Durată |
| -- | ----------------------------------------------------------------------------- | ------ |
| 1  | Intro                                                                         | 1:05   |
| 2  | Visuri În Întuneric (cu Roxana Iacob)                                         | 4:15   |
| 3  | Sunt Sătul (cu C.T.C.)                                                        | 3:27   |
| 4  | Promoția '99 (cu Asasinii, Vlad Dobrescu, 2-10 & Chucho)                      | 3:32   |
| 5  | Sunt Ce Afirm Că Sunt                                                         | 4:28   |
| 6  | 10 Porunci (cu I.G.P.)                                                        | 6:45   |
| 7  | Zeii Hardcore (cu L.Doctor)                                                   | 3:07   |
| 8  | Schit (E Atât De Liniște)                                                     | 0:44   |
| 9  | Eterna Femee (cu Adi Despot)                                                  | 4:09   |
| 10 | Strategie G.P. (cu Vlad Dobrescu, Conect"R", Inspectoru', Brugner & L.Doctor) | 3:52   |
| 11 | Proces De Conștiință (cu Roxana Iacob)                                        | 4:03   |
| 12 | Ține-te Pe-a Ta (cu Rimaru)                                                   | 4:01   |
| 13 | Tată Și Fiu (Povestea) (cu Brugner)                                           | 3:37   |
| 14 | Cunoașterea De Sine 2                                                         | 4:22   |
| 15 | Outro                                                                         | 1:47   |

### Albume solo
- Visuri în întuneric (2000)

### AlbumeR.A.C.L.A.
- Plus infinit (2000)
- Pătratul roșu (2001)

### Albume K-Gula & DJ Undoo
- Schimbări (2005)

### Alte aparitii
- Vocabule (2006)